# Putifigari
Putifigari (sardinsky: Potuvìgari) je italská obec (comune) v provincii Sassari v regionu Sardinie. Nachází se ve výšce 267 metrů nad mořem a má 676 obyvatel. Rozloha obce je 53,10 km².